# فرانسوا فرنانديز
فرانسوا فرنانديز (بالفرنسية: François Fernandez)‏ هو موسيقي وعازف كمان فرنسي، ولد في 22 فبراير 1960 في روان في فرنسا.